# Canton (Cardiff)
Pour les articles homonymes, voir Canton (homonymie).
Canton (en anglais) ou Treganna (en gallois) est un quartier de la ville de Cardiff, au pays de Galles, disposant du statut de communauté.

## Géographie
Canton se situe à l'ouest du centre-ville de Cardiff.

## Démographie
Au recensement de 2011, la communauté de Canton comptait 14 304 habitants.